# مقاطعة بروجة

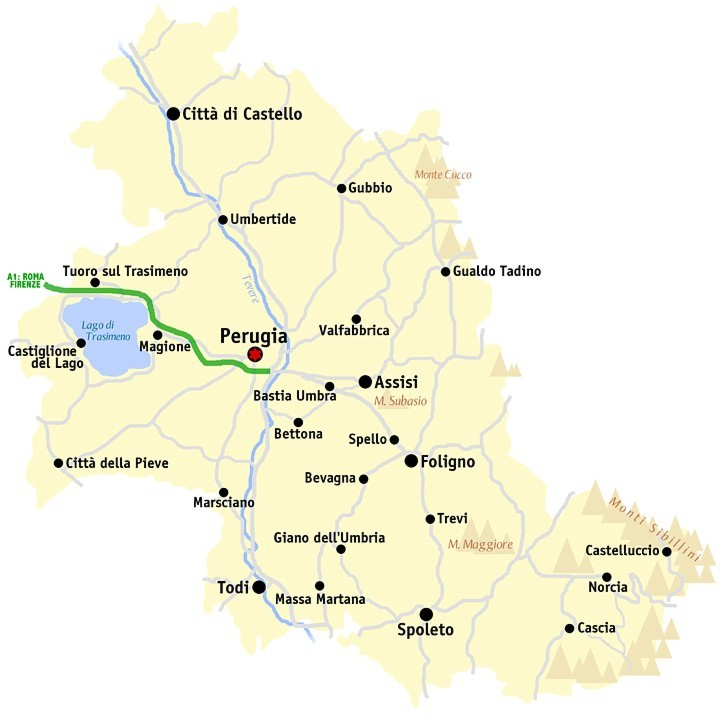
خريطة مقاطعة بيرودجا

مقاطعة بِرُوجَة أو بِرُوجَا أو بيروجية أو (نقحرة: بيروجا) (بالإيطالية: Provincia di Perugia)‏، مقاطعة وسط إيطاليا ضمن إقليم أُمبِرية، عدد سكانها 632.420 نسمة ومساحتها 6334 كيلومتر مربع وبها 59 مدينة وبلدة وقرية وعاصمتها مدينة بِروجة، يحدها من الشمال والشرق إقليم ماركي (عند مقاطعات : مقاطعة بيزارو وأوربينو ومقاطعة أنكونة ومقاطعة مَشِراتة ومقاطعة أسكولي بيتشينو)، ومن الجنوب إقليم لاتسيو (عند مقاطعة رييتي) ومقاطعة تِرنة، ومن الغرب إقليم تُسكانة (عند مقاطعة سيينا ومقاطعة أرِتسة).

## معرض صور

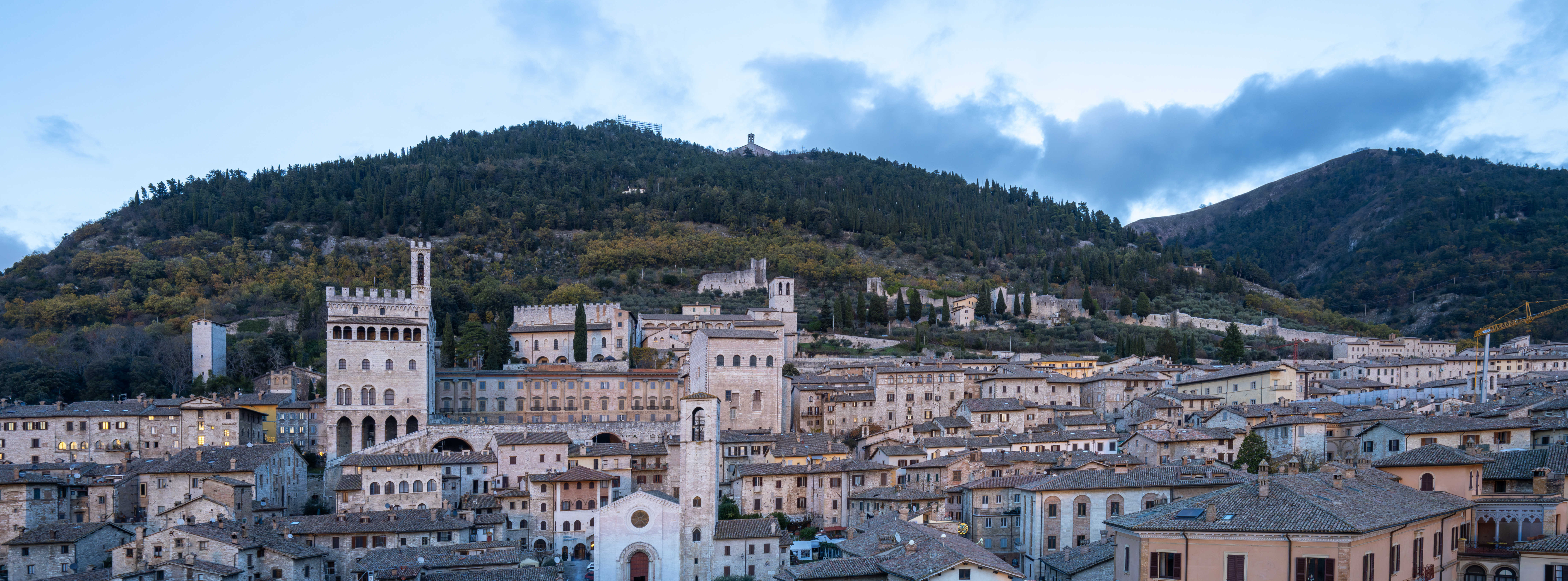
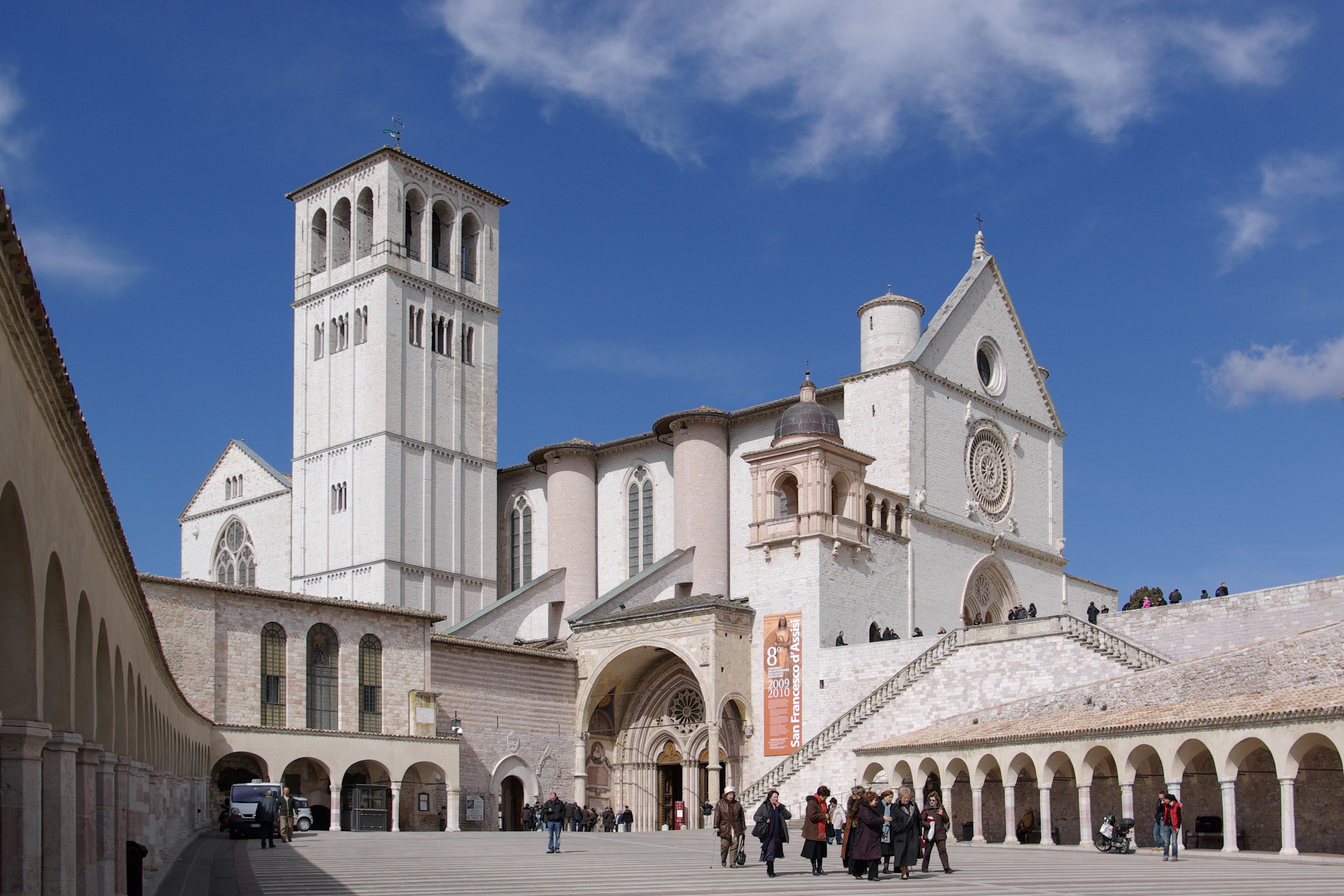
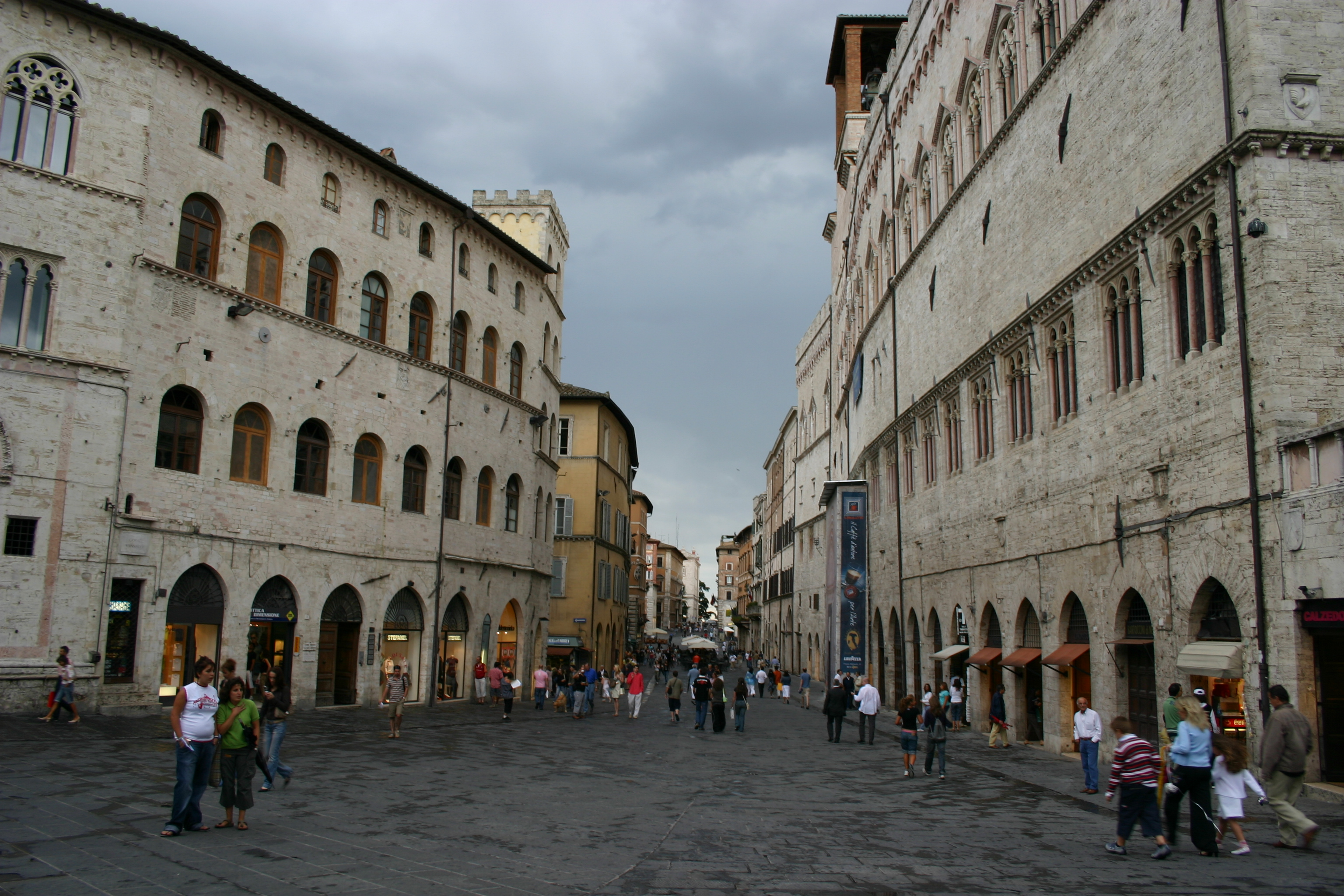
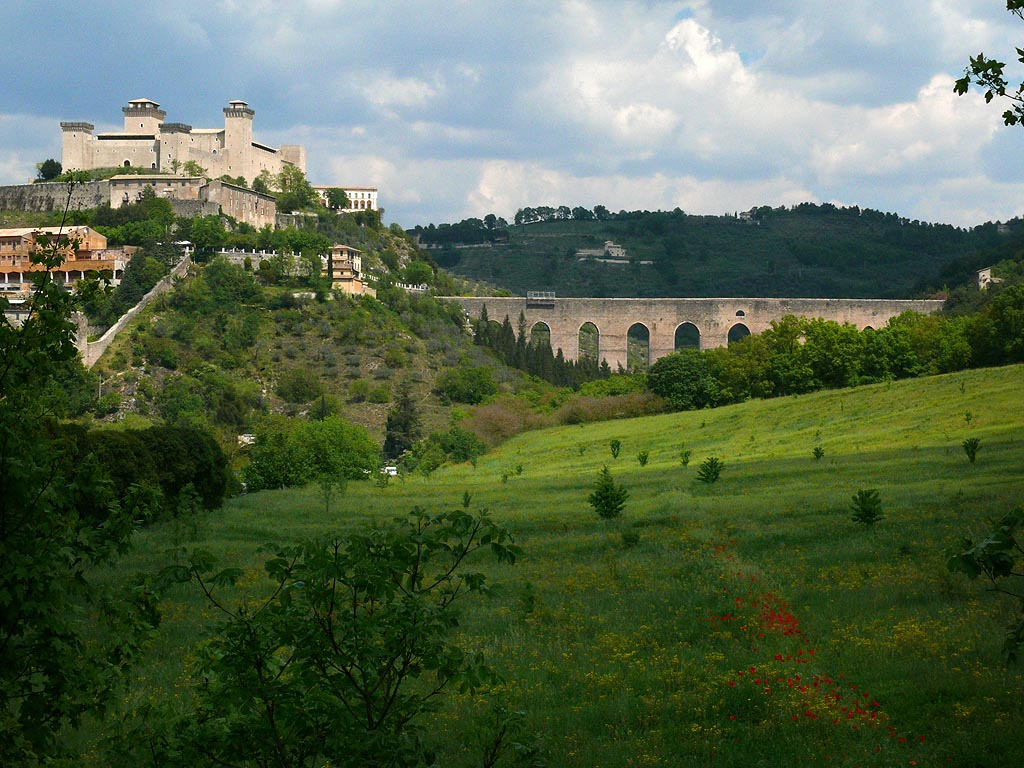

## أهم المدن والبلدات
| المدينة          | الاسم بالإيطالية  | السكان (نسمة) | المساحة (km2) |
| ---------------- | ----------------- | ------------- | ------------- |
| بروجة            | Perugia           | 157.489       | 449 كم2       |
| فولينيو          | Foligno           | 53.818        | 263,7 كم2     |
| تشيتا دي كاستيلو | Città di Castello | 39.492        | 387 كم2       |
| سبوليتو          | Spoleto           | 38.563        | 349 كم2       |
| غوبيو            | Gubbio            | 32.563        | 525 كم2       |
| أسيزي            | Assisi            | 26.196        | 186 كم2       |